# Bärebergs kyrka
Bärebergs kyrka är en kyrkobyggnad i den nordvästra delen av Essunga kommun. Den tillhör Främmestad-Bärebergs församling i Skara stift.

## Kyrkobyggnaden
Kyrkan ligger på en höjd vid Nossans dalgång och uppfördes ursprungligen på 1200-talet. Långhuset breddades och förlängdes med ett tresidigt avslutat kor 1742. Åren 1746-1748 uppfördes ett kort och satt kyrktorn som ger en viss särprägel åt byggnaden. Tornet försågs 1752 med urverk.
Vid en restaurering 1905, enligt Hjalmar Tessings ritningar skapades dagens kyrkorum med tredingstak och jugendinredning.

## Inventarier
- Altaruppsats från 1700-talet
- En sexsidig dopfunt av trä är sannolikt från 1905.
- Den fyrsidiga predikstolen med ljudtak är från början av 1700-talet.

### Klockor
Lillklockan är av en senmedeltida normaltyp. Den saknar inskrifter.

## Orgel
Orgeln, placerad på läktaren i väster, har sexton stämmor fördelade på två manualer och pedal och är byggd 1972 av Smedmans Orgelbyggeri. Den ljudande fasaden härtstammar från 1909 års orgel.
| Huvudverk (I) (C-g3) | Svällverk (II) (C-g3) | Pedal (C-f1)  | Koppel |
| -------------------- | --------------------- | ------------- | ------ |
| Rörflöjt 8'          | Gedackt 8'            | Subbas 16'    | II/I   |
| Principal 4'         | Salicional 8'         | Principal 8'  | II/P   |
| Ged.-flöjt 4'        | Gemshorn 4'           | Ged.-flöjt 4' | I/P    |
| Waldflöjt 2'         | Principal 2'          | Fagott 16'    |        |
| Mixtur 3 chor        | Blockflöjt 2'         |               |        |
|                      | Tertian 2 chor        |               |        |
|                      | Krumhorn 8'           |               |        |
|                      | Tremulant             |               |        |
|                      | Crescendosvällare     |               |        |